# Jönköpings kommun
Jönköpings kommun er en kommune i Jönköpings län i Sverige.  Kommunen ligger i det nordvestlige Småland ved søen Vätterns sydlige bred.

## Historie
Da kommunalforordningerne trådte i kraft den 1. januar 1863, var der inden for kommunens nuværende område, foruden købstæderne Jönköping og Gränna, 21 sogne.  Disse udgjorde hver sin kommune.  I 1907 blev köpingen Huskvarna udskilt fra Hakarps kommune, for allerede i 1911 at blive omdannet til købstaden Huskvarna.  I 1910 blev Ljungarums kommune slået sammen med købstaden Jönköpings.  I 1943 blev Sandseryds kommune omdannet til köpingen Norrahammar.  I 1951 blev Järstorps kommune opdelt, hvorved den ene del gik til Bankeryd og den anden til Jönköping.
Ved den landsomfattende kommunalreform i 1952 blev der dannet storkommuner.  Købstæderne Huskvarna og Jönköping blev ikke påvirket, men Gränna landkommune blev slået sammen med købstaden Gränna.  I 1967 blev Hakarp og Huskvarna genforenet.  Ved den næste stor kommunalreform i 1971, blev Jönköpings kommun dannet af de tre købstæder, köpingen og de ti landkommuner.  Jönköping blev hovedby, og denne var allerede vokset sammen med Huskvarna.

## Byområder
Der er seksten byområder i Jönköpings kommun.
I tabellen vises byområderne i størrelsesorden pr. 31. december 2005.  Hovedbyen er markeret med fed skrift. 
| #  | Byområde   | Befolkning | Bemærkning                                    |
| -- | ---------- | ---------- | --------------------------------------------- |
| 1  | Jönköping  | 84.423     | inklusive Huskvarna, Hovslätt og Norrahammar  |
| 2  | Bankeryd   | 6.498      |                                               |
| 3  | Taberg     | 4.223      | inklusive Månsarp                             |
| 4  | Tenhult    | 2.916      |                                               |
| 5  | Gränna     | 2.578      |                                               |
| 6  | Odensjö    | 1.714      | omfatter nordlige og centrale dele af Barnarp |
| 7  | Kaxholmen  | 1.402      |                                               |
| 8  | Trånghalla | 1.251      |                                               |
| 9  | Lekeryd    | 763        |                                               |
| 10 | Barnarp    | 724        | omfatter den sydlige del af Barnarp           |
| 11 | Bottnaryd  | 723        |                                               |
| 12 | Tunnerstad | 314        |                                               |
| 13 | Skärstad   | 309        |                                               |
| 14 | Ölmstad    | 308        |                                               |
| 14 | Örserum    | 308        |                                               |
| 16 | Öggestorp  | 227        |                                               |

## Naturområder
Kommunens mest markante naturområde er Östra Vätterbranterna, der i 2012 blev anerkendt af UNESCO som Sveriges femte femte biosfærereservat.     

## Nabokommuner
Jönköpings kommune er omgivet af Vättern samt af Habo kommun, Mullsjö kommun, Ulricehamns kommun, Tranemo kommun, Gislaveds kommun, Vaggeryds kommun, Nässjö kommun, Aneby kommun, Tranås kommun og Ödeshögs kommun.  

## Venskabsbyer
- Bodø, Norge
- Kuopio, Finland
- Lääne-Virumaa (et amt), Estland
- Svendborg, Danmark
- Tianjin, Kina